# 李仁済
李 仁済（イ・インジェ、韓国語: 이인제、1948年12月11日 - ）は、韓国の政治家。国会議員（13〜14、16〜19代）。忠清南道論山市出身。京畿道知事を一期務めた他、忠清南道を基盤とする先進統一党（略称・統一党）の代表を務めた。
本貫は全州李氏。

## 略歴
ソウル大学校法科大学卒業後、地方法院判事等を経て、1988年に国会議員初当選。韓国労働研究院高位指導者課程、漢陽大学校経営大学院最高経営者課程、ソウル大学校工科大学最高産業戦略課程修了。
1993年に金泳三政権下で初入閣（労相）を果たし、1995年の全国同時地方選挙で京畿道知事に当選。
1997年大統領選挙では、当時の金泳三政権与党である新韓国党から立候補すべく、候補者予備選に出馬したが李会昌に敗北した。結局、同党を離党して結成した国民新党の候補として大統領選挙に出馬したが、金大中と李会昌に次ぐ、492万票余りを獲得する3位に留まった。この大統領選挙ではハンナラ党（新韓国党と民主党が合併して発足）候補の李会昌が新政治国民会議（以下、国民会議）の金大中に僅差で破れたこともあって、予備選挙の結果に従わなかったことに批判がある。
大統領選の翌1998年に金大中政権が発足すると与党である国民会議に合流。2002年には新千年民主党（国民会議の後身）の大統領候補予備選挙に出馬するものの、現大統領の盧武鉉の勢いに屈して辞退し、新千年民主党を離党する。
その後、自由民主連合（自民連）、国民中心党と移るが、2007年5月に民主党（2005年に新千年民主党から党名変更）に復党。
2007年に行われた大統領選挙では民主党の候補として選挙戦を戦ったが、得票率は1％にも満たず惨敗した。翌年4月の総選挙では統合民主党の公認が得られず無所属で忠清南道の地域区から立候補し、当選した。3年余り後の2011年10月、忠清圏に強い基盤を持つ自由先進党（以下、先進党）に合流した。
2012年4月の総選挙で六選を果たしたが、先進党自身は地盤である忠清道を与党セヌリ党に奪われ選挙前議席を大きく割り込んで惨敗した。敗北の責任をとるため沈大平代表を初めてとする党指導部と中央党職者が一括辞任、新指導部を選出するまでの運営機関である非常対策委員会の委員長に選任された。5月29日に行われた全党大会で、先進党から党名改称して発足した統一党の初代代表に選出された。10月25日、大統領選挙を前にセヌリ党と統一党が合併を宣言したことにより、97年以来15年ぶりに元の政党へ戻ることになった。
2014年7月14日のセヌリ党全党大会で行われた党指導部選挙の結果、党最高委員に選出された。
2016年4月13日に行われた第20代総選挙で忠清南道論山市・鶏龍市・錦山郡選挙区から立候補したが、共に民主党の金鍾民（朝鮮語: 김종민_(1964년)）に敗れて落選した。
2018年6月13日の第7回全国同時地方選挙の忠清南道知事選挙に立候補したが、得票率35.1%にとどまり、共に民主党の梁承晁（朝鮮語: 양승조）（得票率62.5%）に大差をつけられて惨敗した。

## 主張
2015年4月23日、国会で開かれた党最高委員会議で、「現在と未来の問題まで歴史の中に埋没させることを少し見直すべき時期が来た。過去の侵略戦争や植民地支配に対して日本がおわびをして措置することが、実際、韓国にとって何か大きな利益をもたらすのか。外交の絶対的目標は国家利益だ。」と述べた。